# Muzeul Memorial Nichita Stănescu

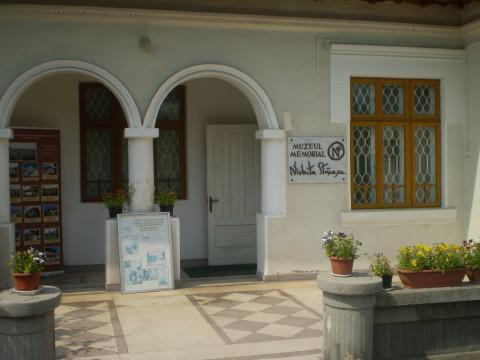

Muzeul Memorial Nichita Stănescu este un muzeu din municipiul Ploiești, amplasat pe strada Nichita Stănescu nr.1, chiar în casa în care s-a născut marele poet. Este o secție a Muzeului Județean de Istorie și Arheologie Prahova.